# Elimaea pseudochloris
Elimaea pseudochloris är en insektsart som beskrevs av Sigfrid Ingrisch 1998. Elimaea pseudochloris ingår i släktet Elimaea och familjen vårtbitare. Inga underarter finns listade i Catalogue of Life.